# Arild Hiim
Arild Hiim, né le 17 août 1945 à Ringerike et mort le 8 décembre 2024 à Hønefoss, est un homme politique norvégien du parti conservateur Høyre.
Il est élu au Parlement Norvégien pour le comté de Buskerud en 1989. Il est aussi député représentatif de 1985 à 1989.
Hiim est membre du conseil municipal de Ringerike de 1971 à 1979, avant de devenir le président du conseil du comté de Buskerud jusqu’en 1983. Son successeur, Åse Klundelien, est élu au Parlement en 1989.